# جان بلوم (تدوین‌گر فیلم)
جان بلوم (انگلیسی: John Bloom) (زاده ۱۲ سپتامبر ۱۹۳۵) یک تدوین‌گر فیلم اهل بریتانیا بود.
وی برادر کلیر بلوم هنرپیشه سینما می‌باشد

## جوایز
جان بلوم در سال ۱۹۸۲ برای تدوین فیلم گاندی برنده جایزه اسکار بهترین تدوین فیلم شده است

## بخشی از فیلم‌شناسی
- جنگ چارلی ویلسون (۲۰۰۷)
- یادداشت‌هایی بر یک رسوایی (۲۰۰۶)
- فرشتگان در آمریکا (۲۰۰۳)
- هیچ‌کس احمق نیست (۱۹۹۴)
- زیر آتش (۱۹۸۳)
- گاندی (۱۹۸۲)
- زن ستوان فرانسوی (۱۹۸۱)
- ریتز (۱۹۷۶)
- سفرهای من و عمه‌ام (۱۹۷۲)
- شیر در زمستان (۱۹۶۸)
- جورجی دختر (۱۹۶۶)